# RFワールド
『RFワールド』はCQ出版社が出版している高周波回路技術者向けの雑誌である。

## 概要
2008年に創刊。高周波回路に関する情報を取り扱っている。2021年10月29日発売のNo.56において休刊が発表された。